# Dinami

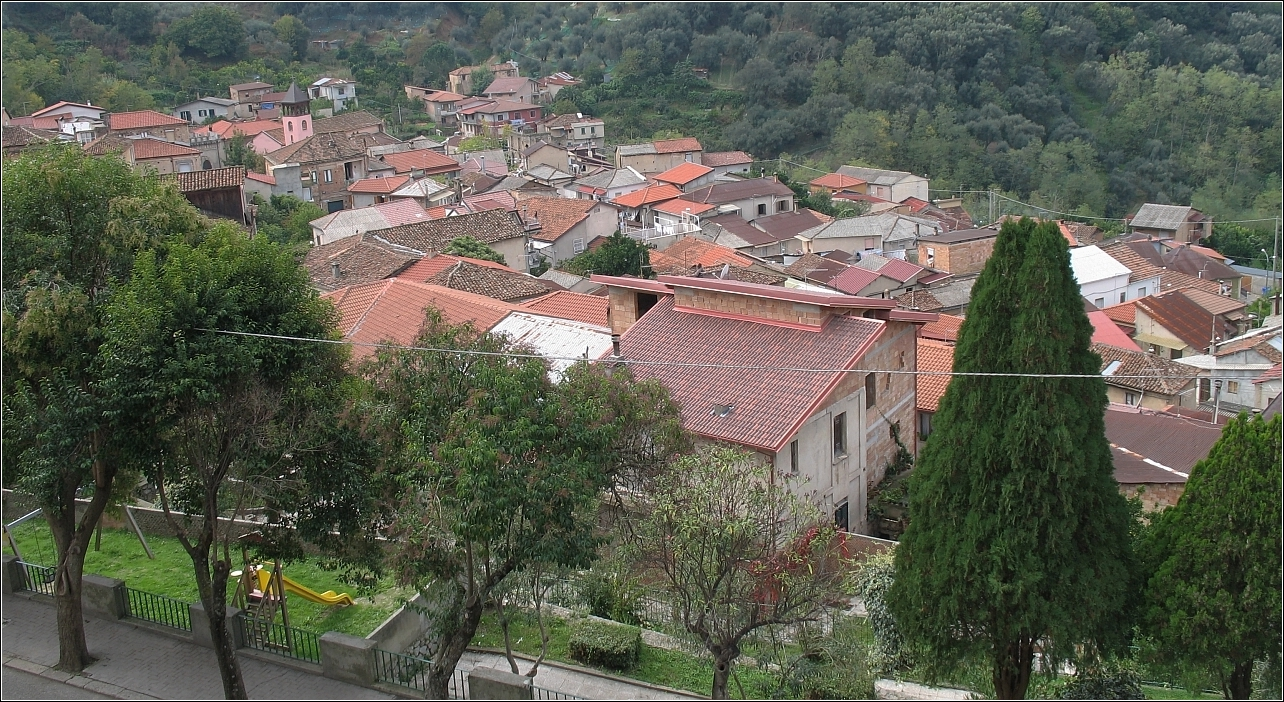
Dinami

Dinami ist eine süditalienische Gemeinde (comune) mit 1756 Einwohnern (Stand 31. Dezember 2023) in der Provinz Vibo Valentia in Kalabrien. Die Gemeinde liegt etwa 20 Kilometer südsüdöstlich von Vibo Valentia und grenzt unmittelbar an die Metropolitanstadt Reggio Calabria. Durch Dinami fließt die Mesima. Die Gemeinde ist auch Teil der Comunità Montana dell'Alto Mesima.

## Geschichte
Der Ort wurde häufiger von Naturkatastrophen heimgesucht. Erdbeben zerstörten den Ort 1638, 1659, 1783 und 1908. Überschwemmungen führten 1959 und 1987 zu schweren Schäden an den Häusern und der Infrastruktur.

## Verkehr
Die nördliche Gemeindegrenze bildet die Autostrada A2 von Salerno nach Reggio di Calabria.